# Мистецтво мая

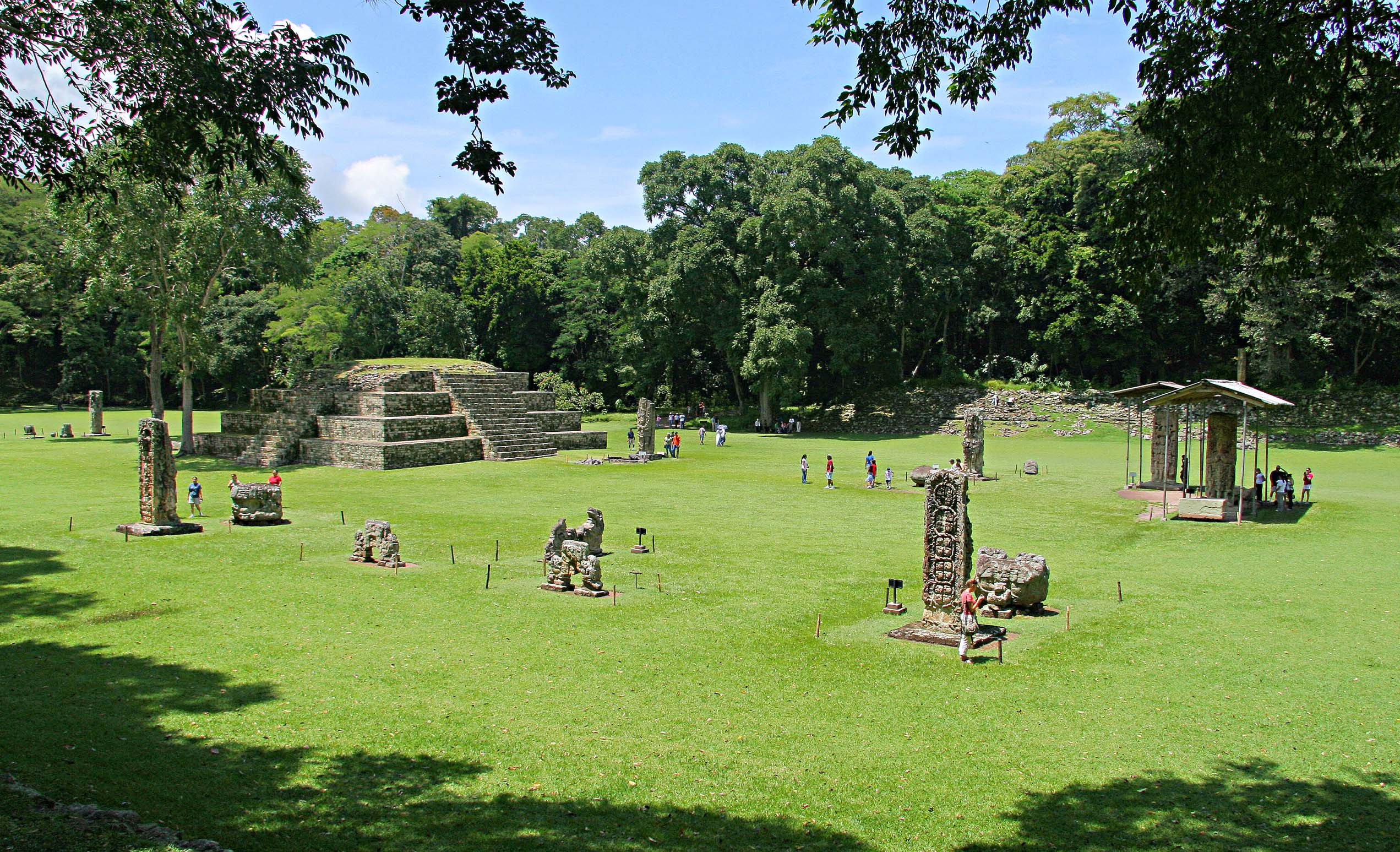
Головна площа Копана

Мистецтво мая — мистецтво мезоамериканської цивілізації мая.

## Створення й особливості
Мая створювали предмети мистецтва за допомоги дерев'яних і кам'яних знарядь. Залізо вони почали використовувати у XI столітті, але розповсюдженню серед мая металевих знарядь завадило іспанське завоювання.
У кожному царстві мая були регіональні мистецькі школи, що створювали локальний стиль і традиції.
У витворах мистецтва мая відображались уявлення про могутність і значущість людини. Багато творів намагалися передати риси життя, домагалися живих образів. Образотворче мистецтво використовувалося елітою мая, як ідеологічна зброя. Більшість творів прославляло міць і велич царів та еліти, стверджувало що божества мая наділені безмежною силою. Царів мая зображували, слідуючи правилам, націленим на їхнє возвеличування. Мистецтво мая стало домінувати у класичний період.
Велика кількість творів мистецтва мая була знищена іспанцями після завоювання Мексики Ернаном Кортесом. Однак, мистецтво мая мало великий вплив на сучасне мексиканське, гондураське і гватемальске мистецтво. Іспанські будівлі створювали в основному індіанці, які пам'ятали архітектуру і скульптуру своїх предків. Традиції мистецтва мая передавалися індіанцями з покоління у покоління. Однак, живописне мистецтво мая було забуте, інтерес до нього з'явився тільки після відкриття фресок Бонампака і Теотіуакана.
Мистецтво Мая було одночасно і релігійне, і світське. Велична архітектура з багатим орнаментом і яскраві барви: все повинно було переконувати простий народ у божественній сутності тих, хто і ними правил і підкреслювати нікчемність їх власного життя. Мистецтво завжди було традицією, і в різних регіонах області Мая були свої особливі стилі, а кожному з яких були жорсткі канони, які домінували протягом століть.

## Вплив

### Вплив інших народів

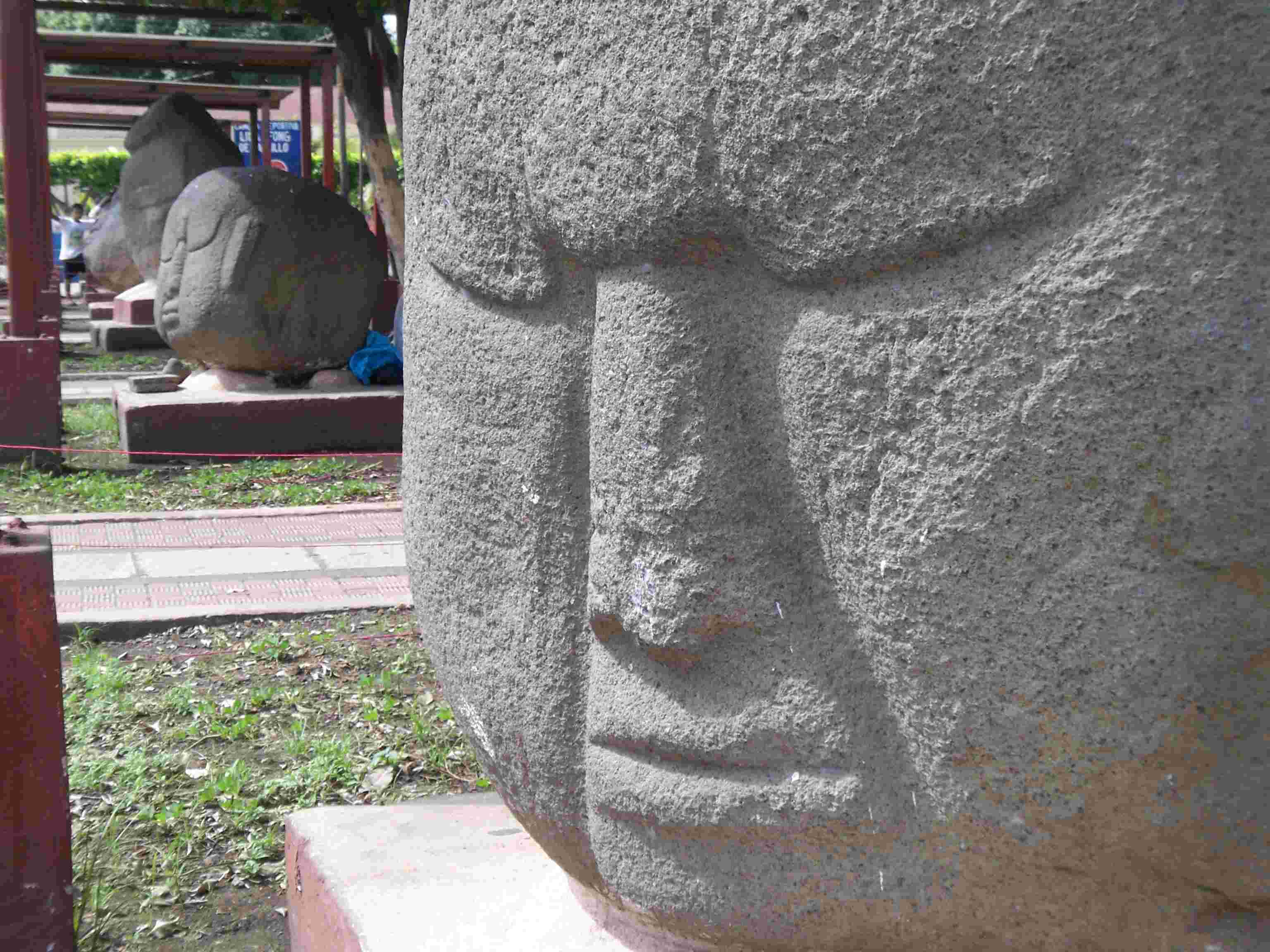
Гігантські кам'яні голови з Монте-Альто, одна з пам'яток, яка свідчить про вплив ольмеків на мая

У ранній період розвитку мистецтва мая, північні й центральні області зазнавали вплив культури ольмеків, однак, цей вплив був слабким. У ті часи, під впливом культури ольмеків, мая створювали круглі скульптури.
Південні області мая зазнавали сильного впливу Теотіуаканської культури. Можливо, деякі південні царі були родом з Теотіуакана, або Теотіуакан мали економічний, політичний і ідеологічний вплив на південних мая.
У посткласичний період (XI—XII ст.) мистецтво мая частково (у першу чергу, у Чичен-Іці і Маяпані) було під впливом тольтеків. У місті мая Чичен-Іце тольтеки будували власні будівлі.

### Вплив географічних особливостей місцевості
Географічна середа також впливала на мистецтво мая. Від неї залежала кількість можливостей художника, а також натхнення. Окрім того, особливості визначених місцевостей впливали й на характер мистецтва. Наприклад, на півночі півострова Юкатан на монументах мая була велика кількість масок бога дощу Чаака. Причиною цього була мала кількість води у цій місцевості.

## Підвиди

### Архітектура
Для класичної культури мая (600—900 рр. до н. е.) властиве бурхливе будівництво палаців і храмів. На заході процвітав Паленке, яким правив Пакаль, що прийшов до влади в 615 р. до н. е. Правителі Паленке створили велику кількість храмів, палацових комплексів, царську усипальницю й інші будівлі.
Архітектуру мая відрізняли арки, внутрішні зведення, симетричні й правильні фігури, а також стильозована зовнішня обробка.
Мая створили незвичайні самі по собі міста, які зведені були за допомогою лише ручної праці. Майже всі міста класичного періоду мають на собі сліди насильницького руйнування. Назви багатьох міст й окремих споруджень мая були надані їм після іспанського завоювання й не є справжніми. Міста народу мая були осередками культури. У них була своєрідна схема забудови. Ритуальна або храмова зона була центром і розташовувалася на пагорбі. Навкруги храмової зони будували монументальні палаци з каменю для жерців і знаті. Вони були розташовані на терасах і платформах, фасадом були повернені на схід. Про монументальність свідчить те, що вони поступово переходили в одно- та п'ятиповерхові споруди, мали свої вівтарі і лазні.
Мая також будували піраміди, але вони не робили рівні схили, тому що функцією піраміди було служити основою храму. З часом піраміди почали використовувати і як мавзолей. Храм будували квадратним у плані, він мав вертикальні стіни, один або кілька входів, які закривалися циновками, прив'язаними до вмонтований в стіну кільцям. Розміри храмів були найрізноманітнішими. Ще одним елементом, властивим культурі Мая є «Покрівельний гребінь» — висока пірамідальна конструкція на даху храму.

### Живопис
Основним завданням живопису мая було прикраса, однак окрім того, живопис також мав визначений історичний і релігійний смисл. Розписи мая були знайдені у Уашактуні, Бонампаку і Паленці.

### Кераміка
Мая виготовляли ємності для варіння зернових і овочів, для зберігання рідин. Для жертвоприношень під час ритуалів також готували спеціальні ємності з обпаленої глини, так само з глини ліпили фігурки, або вирізали їх з різних порід каменів.

### Писемність
Мая користувалися ієрогліфічною системою письма. Ієрогліфи мая подібні до мініатюрних малюнків, які вписані у маленькі квадратики. Це одиниці письмової мови — однієї з п'яти оригінальних систем писемності, створених незалежно одна від іншої. Деякі ієрогліфи — складові, та значна їхня частина — це ідеограми, що позначають фрази, слова, частини слів. Ієрогліфи залишали на стелах, на вертикальних площинах кам'яних сходів, на стінах гробниць, а також писали на сторінках кодексів, на глиняному посуді. Понад вісісмсот ієрогліфів вдалось прочитати, і вчені наполегливо займаються дешифруванням нових, а також дають нові пояснення відомим символам. Вони залишили велику кількість ієрогліфічних текстів. Їхня писемність залишена в камені, живописі та кераміці. До наших днів збереглися їх численні написи на пам'ятниках.

### Музика
Музика мая була тісно пов'язана з їхніми піснями, а також з релігією. Музика охоплювала різні частини життя. Існували спеціальні боги, що відповідали за музику. Як інструмент, використовували свистки, барабан різних видів та дерев' яні труби. Мая мали унікальний музичний інструмент, який нині використовують у кубинських народних оркестрах.
Вони співали, грали на барабанах і духових інструментах, займалися театральним мистецтвом.
Через зв'язок з релігією музику мая забороняли і репресували конкістадори.

### Скульптура
Вціліло відносно багато пам'яток скульптури мая, основною тематикою скульптури мая було зображення богів, царів і жерців. Їхні зображення були максимально ідеалізовані. Зображення простого люду, навпаки, були підкреслені принижено.
Скульптура мая поєднувала стилизовані рельєфні фігури. Мая часто використовували свої скульптури для прикраси будівель, прикладом цього є піраміда у Чичен-Іці. Найпоширенішими скульптурами були моноліти (Стелли). Скульптурними зображеннями богів прикрашали храми. У великих скульптурах використовувалися вапняк, а іноді дерево, в дрібних — обсидіан, кремінь, нефрит і деякі інші матеріали. Скульптури могли прикрашати деталі будівель, могли бути елементами вівтарів і святилищ, а так само могли бути частинами архітектурних комплексів. Скульптури зображували як богів, так і правителів.

## Мистецтво сучасних мая
Тепер ареал перебування мая поширюється на п'ять країн: Південну Мексику, Гватемалу, Беліз, Гондурас, Сальвадор, де проживають близько шести млн чоловік. Вони більше не живуть у могутній імперії, але не забувають традиції своїх предків.
Їм вдалося зберегти традиційну культуру. У сучасних мая розвинені ремесла: гончарство, вишивка, плетиво, теслярство, різьблення по дереву, у горах — візерункове ткацтво, виробництво прикрас, музичних інструментів, черепиці, човнів. Житло будують з жердин, очерету, соломи; прямокутне з високим дахом, крите пальмовим листям.